# Suserup Skov
Suserup Skov er en naturskov ved Tystrup Søs nordlige ende på Sjælland. Den 19 hektar store skov har siden slutningen af 1800-tallet ikke været udsat for intensiv skovdyrkning, hvilket er en sjældenhed i Danmark. 
De ældste træer i Suserup Skov er cirka 400 år gamle. Ifølge Naturstyrelsen viser jordbundsprøver, at der har vokset skov på stedet i mindst 6.000 år. Skoven nedstammer derfor formentlig direkte fra de skove, der opstod i Danmark efter afslutningen af Weichsel-istiden for cirka 12.000 år siden. I tidens løb har skovens sammensætning ændret sig markant. Bøgen, som nu til dags dominerer i skoven, kom først til Suserup Skov omkring år 1700 f.v.t.

## Rigt dyre- og planteliv
Ud over bøg rummer skoven ask, eg, rødel, navr, ær og storbladet lind. Da Suserup Skov er urørt, findes her dyre- og plantearter, der ikke trives i en dyrket skov. Skovens urter inkluderer blandt andet hvid-, blå- og gul anemone, hulrodet lærkespore, almindelig lungeurt, firblad, krybende læbeløs, bingelurt, guldnælde og stinkende storkenæb.
I modsætning til i en produktionsskov findes der talrige gamle og rådne træer i Suserup Skov. Det giver hulrugende fugle som huldue og stor flagspætte flere muligheder for at finde redehuller. Derudover giver det døde ved gode vækstbetingelser for svampe, og der findes flere sjældne arter i skoven.
Suserup Skov er på grund af sin artsrigdom et vigtigt forskningsområde. I skoven kan forskerne studere naturlig skovdynamik, økologi og biodiversitet. Ved skoven har Naturstyrelsen en gård, Suserupgård. Ejendommen omfatter skov, agerland, eng og overdrev. Ved en opmåling af et mindre skovstykke, her kaldet ”analyse nr. 540”, fandt man bl.a. følgende plantearter:
agersnerle, almindelig ask, almindelig brunelle, almindelig bøg, almindelig fuglegræs, almindelig hundegræs, almindelig hvidtjørn, almindelig hyld, almindelig hæg, almindelig kvik, almindelig rapgræs, almindelig røllike, almindelig røn, bakkeforglemmigej, brunfiltet stjernemos, febernellikerod, fladstrået rapgræs, fløjlsgræs, fuglekirsebær, glat dueurt, grå bynke, haremad, hindbær, hvas randfrø, knoldet brunrod, korsknap, krybhvene, lundrapgræs, lægeoksetunge, mælkebøtte, nældeklokke, nældesilke, pastinak, rubørstet kortkapsel, rynket rose, rød svingel, skovelm, skovhanekro, stilkeg, stor fladstjerne, stor nælde og vild kørvel

## Færdsel i skoven
Af hensyn til skoven og de naturvidenskabelige undersøgelser, der foregår her, må man kun færdes på trampestierne, som dog fører rundt i det meste af skoven. Adgang med større grupper kræver særlig tilladelse fra ejeren, Stiftelsen Sorø Akademi, og gives kun, hvis besøget har et særligt fagligt indhold. I alle tilfælde sker færdsel i Suserup Skov på eget ansvar. Træerne får lov at forfalde naturligt, og der fjernes altså ikke "risikotræer" af hensyn til publikum, som det ofte er tilfældet i andre skove.
Suserup Skov er fredet og en del af Natura 2000-habitatområde H 194, 2012 Skoven er desuden optaget i Danmarks Naturkanon.